# Magnus Kahnberg
Håkan Magnus Kahnberg, född 25 februari 1980 i Kållereds församling i Göteborgs och Bohus län, är en svensk före detta ishockeyspelare. Kahnberg spelade i Frölunda HC från 1996/1997 och i A-laget från 1998/1999. Han spelade i Sveriges herrlandslag i ishockey 2001-2015. Säsongen 2003/2004 var Kahnberg den spelare i elitserien som gjorde såväl flest mål som flest poäng. 
I Frölunda var Kahnberg en del av den så kallade dragkedjan tillsammans med Jari Tolsa och Joel Lundqvist som skördade stora framgångar 2001-2006.
Kahnberg skrev på ett ettårskontrakt med NHL-laget St. Louis Blues inför säsongen 2006/2007. Han fick dock spela i American Hockey League-laget Peoria Rivermen. Efter det återvände Kahnberg som spelare i Frölunda.
Den 31 mars 2009 skrev Kahnberg ett tvåårskontrakt med Brynäs IF.
Den 4 april 2011 skrev Kahnberg på ett kontrakt med Frölunda som sträckte sig över två säsonger. Han fortsatte sedan som spelare för Frölunda tills han tvingades avsluta sin karriär 2015 efter en allvarlig hjärnskakning.
Magnus Kahnberg är kusin till Nicklas Lasu.

## Meriter
- VM-silver: 2004
- SM-guld: 2003, 2005
- JSM-guld: J20 1999/2000
- JSM-guld: J18 1997/1998
- Flest poäng och flest mål i Elitserien 2003/2004
- Ingick i All star-laget 2003/2004

## Klubbar
- Frölunda HC 2011-2015 (tillbaka från Brynäs till säsongstart 2011)
- Brynäs IF 2009-2011
- Frölunda HC 2006-2009
- St. Louis Blues (Peoria Rivermen) 2006
- Frölunda HC 1999/2000-2005/2006
- IF Mölndal Hockey 1996/1997
- Kållereds SK (moderklubb)